# Budy Słodkowskie
Budy Słodkowskie is een plaats in het Poolse district  Turecki, woiwodschap Groot-Polen. De plaats maakt deel uit van de gemeente Turek en telt 279 inwoners.